# Нітрометр

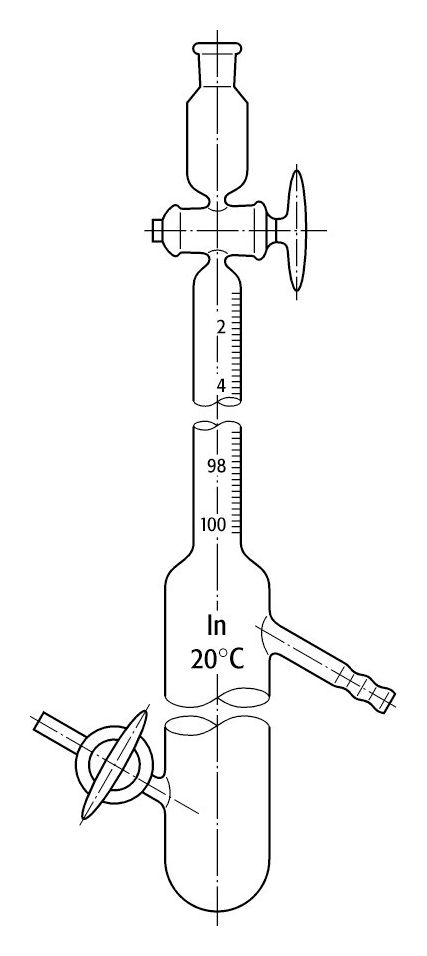
Схема найпростішого скляного нітрометра

Нітрометр (рос. нитрометр, англ. nitrometer, нім. Nitrometer n, Azotometer n) – прилад, яким визначають вміст азоту в його сполуках, зокрема з киснем (оксидах).
Існує низка приладів, які використовують різні принципи для визначення кількості азоту. Найпростіші з них являють собою градуйовану скляну трубку, з'єднану зі спалювальною камерою. Трубка заповнюється реагентом (наприклад, гідроксидом калію), який утворює сполуку з азотом при нагріванні. Вимірюється рівень рідини в трубці після реакції.
Для вимірювання кількості азоту в органічних сполуках речовину обробляють сірчаною кислотою, внаслідок чого утворюється сульфат амонію. При його взаємодії з борною кислотою виділяється аміак, кількість якого вимірюють та за нею визначають початковий вміст азоту.
Нітрометри використовують при визначенні нітрогену за методом Дюма та методом К'єльдаля

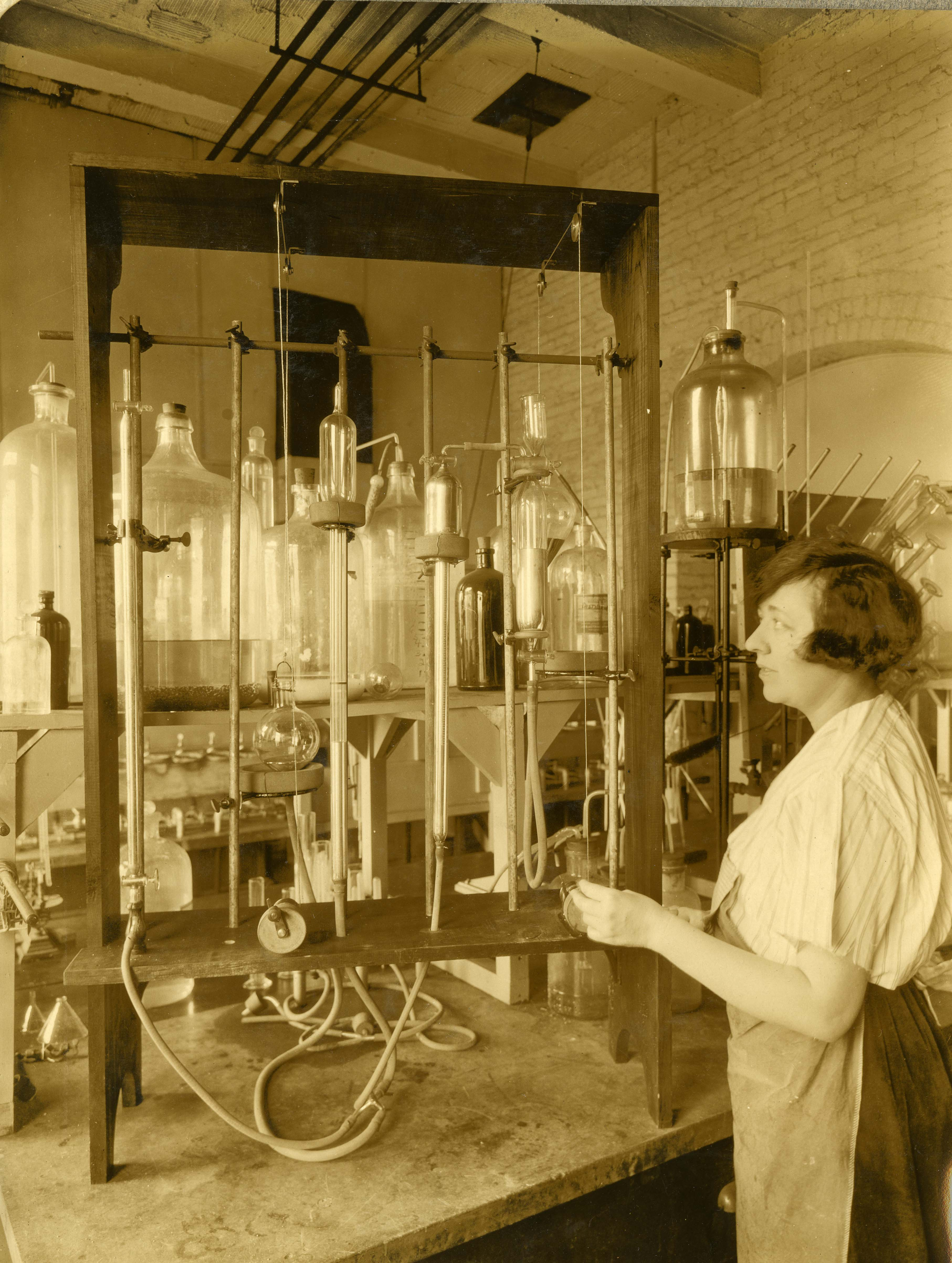
Нітрометри 1920-х років (США)